# Beduíno (filme)
Beduíno é um filme brasileiro de 2016 do gênero drama. Dirigido por Júlio Bressane, é estrelado por Alessandra Negrini e Fernando Eiras. O Filme fez parte da programação do Festival de Brasília de 2016.

## Sinopse
O filme conta a história de um casal de dramaturgos que levam a vida pela arte. Cada ato da existência dos dois se conecta e representa a vida real e a encenação. Com repetições e múltiplas representações entrelaçadas, dentro de um cenário de luz e sombras, a esperança e o desespero do casal se misturam.

## Elenco
- Alessandra Negrini
- Fernando Eiras

## Prêmios e Indicações
- Grande Prêmio do Cinema Brasileiro
  - Melhor Trilha Sonora - Pedro Bressane (Indicado)[carece de fontes?]

## Ligações Externas
- Beduíno. no IMDb.